# Schizaea malaccana
Schizaea malaccana är en ormbunkeart som beskrevs av Bak. Schizaea malaccana ingår i släktet Schizaea och familjen Schizaeaceae. Utöver nominatformen finns också underarten S. m. robustior.